# Сибирки
Сибирки (тат. Себергән) — деревня в Шадринском районе Курганской области. Входит в состав Юлдусского сельсовета.

## История
До 1917 года в составе Кызылбаевской волости Шадринского уезда Пермской губернии. По данным на 1926 год деревня Сибиркина состояла из 97 хозяйств. В административном отношении входила в состав Ичкинского сельсовета Мехонского района Шадринского округа Уральской области.

## Население
| 1989 | 2002 | 2010 |
| ---- | ---- | ---- |
| 167  | ↗171 | ↘122 |

По данным переписи 1926 года в деревне проживало 445 человек (197 мужчин и 248 женщин), в том числе: татары составляли 100 % населения.
Согласно результатам Всероссийской переписи населения 2002 года, в национальной структуре населения татары составляли 97 %.
Распространен ичкинский говор казанского диалекта татарского языка.

## Инфраструктура
В селе действует мечеть.

## Известные жители, уроженцы
Гизатуллин, Хамазан Гатауллович (1921, Сибирки, Екатеринбургская губерния — 19 ноября 2007, Майкоп) — Герой Советского Союза